# Thanh Mai (ca sĩ)
Nguyễn Thị Thanh Mai, nghệ danh Thanh Mai (sinh năm 1955) là một ca sĩ, diễn viên trẻ tuổi trước năm 1975 của Việt Nam. Cô được biết đến với biệt danh Tiếng hát học trò.

## Cuộc đời

### Trước năm 1975
Thanh Mai, tên thật Nguyễn Thị Thanh Mai, sinh ngày 12 tháng 3 năm 1955 tại Sài Gòn.
Từ năm 14 tuổi, cô đã bắt đầu đi hát trong ban thiếu nhi của nghệ sĩ Xuân Phát với bài Bức họa đồng quê. Và sau này khi lớn lên, cô bắt đầu đi hát tại các phòng trà Chiều tím, Chi Lăng và nhà hàng Hồng Hoa. Tại nhà hàng Hồng Hoa, cô được nhạc sĩ Nguyễn Ánh 9 nhận làm học trò.
Sau một thời gian, nhạc sĩ Nguyễn Ánh 9 tiếp tục ưu ái cho cô ca sĩ trẻ, muốn kết hợp Thanh Mai với một giọng ca nam đó là nhạc sĩ Quốc Dũng. Khi cả hai cùng thử giọng thành công, nhạc sĩ Nguyễn Ánh 9 liền đưa cặp song ca lên trình bày ca khúc Ai đưa em về và Tóc mai sợi vắn sợi dài trên Đài truyền hình Sài Gòn, được khán giả khen ngợi.
Cô còn được nhạc sĩ Tùng Giang chỉ dẫn về nhạc trẻ, và được nhạc sĩ Quốc Dũng viết tặng cô một số bài hát, Bên nhau ngày vui, Quê hương và mộng ước, Biển mộng, Cơn gió thoảng, Anh về giữa mùa xuân và Mai. 
Ngoài ca hát, cô còn đóng vai chính trong một số phim như Gác chuông nhà thờ, Bẫy ngầm, Năm vua hề về làng,...
Năm 1977, cô sang Pháp định cư theo chồng vì chồng cô có quốc tịch Pháp từ trước.

### Tại hải ngoại
Sau khi sang Pháp, cô mở quán ăn một thời gian. Đến năm 1983, cô sang California, Hoa Kỳ định cư.
Tại Little Saigon, cô vẫn đi hát cho một số phòng trà, có góp mặt cho Trung tâm Thúy Nga, Trung tâm Asia và Trung tâm Làng Văn một thời gian. Sau đó, cô mở quán ăn Thanh Mai và ít xuất hiện hơn trước, lui về hậu phương để lo cho quán ăn của mình. Thỉnh thoảng, cô có xuất hiện trên các đại nhạc hội và một số talkshow.

## Gia đình
Cô kết hôn với một người chồng tên là Yersin vào năm 1975 và có 2 cô con gái tên là Fatima và Maryammale tại thành phố Westminster, California, Hoa Kỳ.

## CD ca nhạc
- Cơn gió thoảng (hát chung với Quốc Dũng)
- 9 con số 1 linh hồn (hát chung với Quốc Dũng)
- Tape Cho người tôi yêu (1991)
- Thanh Mai - Tình ca nhạc trẻ (1995)

### Trung tâm Thúy Nga
- Bên nhau ngày vui (Quốc Dũng) - Paris By Night 1 (1983)
- Giòng An Giang (Anh Việt Thu) - Nước non ngàn dặm ra đi (1990)
- LK Bên nhau ngày vui, Biển mộng, Quê hương và mộng ước (hát cùng Quốc Dũng) - Paris By Night 78 (2006)

### Trung tâm Asia
- Ai lên xứ hoa đào (Hoàng Nguyên) - Asia 13